# Горно Коняри
Горно Коняри (на македонска литературна норма: Горно Коњари) е село в община Ибрахимово на Северна Македония.

## Местоположение
Селото се намира в областта Блатия, на левия бряг на Пчиня.

## История
В края на XIX век Горно Коняри е село в Скопска каза на Османската империя. Според статистиката на Васил Кънчов („Македония. Етнография и статистика“) към 1900 година в Горно Койнари живеят 130 българи християни.
В началото на XX век цялото село е под върховенството на Българската екзархия. По данни на секретаря на екзархията Димитър Мишев (La Macédoine et sa Population Chrétienne) в 1905 година в Горно Койнаре има 224 българи екзархисти.
Според преброяването от 2002 година селото има 237 жители.
| Националност     | Всичко |
| северномакедонци | 236    |
| албанци          | 0      |
| турци            | 0      |
| роми             | 0      |
| власи            | 0      |
| сърби            | 1      |
| бошняци          | 0      |
| други            | 0      |

## Забележителности
На най-високия рид в селото има три църкви. Първата и най-голяма е посветена на Света Богородица. На нейното място има църква, построена в 30-те години на XX век и разрушена в 1998 година. Новата е осветена на 28 август 2000 година – Малка Богородица, денят на селския събор. Другите две църкви на рида са „Свети Георги“ и „Света Петка“. В подножието на рида има каменен кръст, за който се смята, че е единствената останка от стара църква. В местността Кория има още една малка църква „Свети Илия“.
- „Света Богородица“
- „Свети Георги“
- „Света Петка“

## Личности
Родени в Горно Коняри
- Дойчин Арсов Кръстев (1893 – 1917), македоно-одрински опълченец, 3 рота на 2 скопска дружина, носител на орден „За храброст“ IV степен.[4] Загинал на фронта през Първата световна война[5]
- Илия (Ильо) Трайков, български революционер, деец на ВМОРО, четник на Кръсто Лазаров в 1915 година,[6] по случай 15-а годишнина от Илинденско-Преображенското въстание, през Първата световна война награден с орден „За военна заслуга“ за заслуги към постигане на българския идеал в Македония[7]
- Лиман, български революционер, четник на Кръстьо Лазаров в 1914 година, роден в Горно, Долно или Средно Коняри[8]
- Найден Стоянов, български революционер, четник на Кръсто Лазаров в 1914 година, роден в Горно, Долно или Средно Коняри[9]
- Томе Трайков, български революционер, деец на ВМОРО, четник на Кръсто Лазаров в 1915 година[6]